# Eleocharis suksdorfiana
Eleocharis suksdorfiana là loài thực vật có hoa trong họ Cói. Loài này được Beauverd mô tả khoa học đầu tiên năm 1921 publ. 1922.